# Міжзоряний ковчег
Міжзоряний ковчег — концептуальний космічний корабель, призначений для міжзоряних подорожей. Може бути економічно найдоцільнішим способом подолання величезних відстаней у космічному просторі, також його пропонують як потенційне середовище для збереження людської цивілізації та знань у разі глобальної катастрофи.
Такий корабель має бути великим, що вимагає потужної силової установки. У проекті «Оріон» запропоновано концепцію руху ядерними імпульсами. Найбільший проєкт космічного корабля, проаналізований у проєкті «Оріон», мав діаметр 400 м та важив приблизно 8 млн тонн. Він може прийняти місто з населенням 100 000 осіб та більше.

## Пропозиції та дослідні проекти
Проблема полягає у виборі джерел енергії та механізмів, які могли б залишатися життєздатними протягом тривалого часу, пов'язаного з міжзоряною подорожжю через космічний простір. Найбільш довгоживучими космічними зондами є програмні зонди Вояджер, у яких використовуються радіоізотопні термоелектричні генератори, термін корисної роботи яких становить лише 50 років.
Рушійним методом для космічного корабля з екіпажем може бути ядерна імпульсна рушійна установка з мікродинамічним вибухом, подібна до тієї запропонованої в проєкті Дедал, яка може дозволити йому набути міжзоряної крейсерської швидкості до 10 % від швидкості світла. Однак, якщо судно здатне проходити сотні тисяч років, може вистачити хімічної та гравітаційної тяги «рогатки».

## Пропозиції та дослідні проєкти
Зореліт Enzmann, запропонований 1964 року, являє собою великий космічний корабель з термоядерним двигуном, який може функціювати, як міжзоряний ковчег, підтримуючи екіпаж із 200 осіб з додатковим простором для розширення, в багаторічних подорожах у ближні зоряні системи.
1955 року проєкт «Оріон» розглядав ядерні двигуни для космічних кораблів, придатних для далеких космічних подорожей.
У 1973—1978 роках Британське міжпланетне товариство здійснило проєкт «Дедал» для вивчення безпілотних міжзоряних космічних кораблів.

## У науковій фантастиці
Роман 1933 року «Коли світи зіштовхнуться» та його екранізації в 1951 році — один із ранніх прикладів міжзоряного ковчега. Щоб урятувати людство від вимирання внаслідок знищення Землі мандрівною планетою, група астрономів будує величезний космічний корабель, який доправить 45 людей, тварин та обладнання на нову планету.
Історія Джека Вільямсона 1934 «Народження Сонця» (англ. Born of the Sun) показує, що планети є всього лиш яйцями для величезних істот. Сталевий магнат та його дядько геолог-астрофізик протягом шести місяців, що залишилися Землі, створюють «космічний ковчег», щоб зберегти людську расу. Він розрахований на 2000 осіб, живиться від космічних променів та переробляє воду й відходи для створення синтетичної їжі та повітря, що забезпечує необмежене виживання його команди.
На NBC в 30-му епізоді радіопостановки «Вимір X» «Всесвіту» 1950 року розповідалося про «корабель-насіння», населення якого розділилося на «нижню» та «верхню палуби». Жителі верхньої палуби були видозміненими радіацією, що просочується через корпус корабля. Ніхто не знав, що вони були на кораблі. Вони вірили, що корабель уміщував весь всесвіт. Епізод написав Роберт Гайнлайн.

## Типи міжзоряних ковчегів
- Корабель поколінь
- Сплячий корабель
- Корабель-сіяч